# Giuseppe Bonno

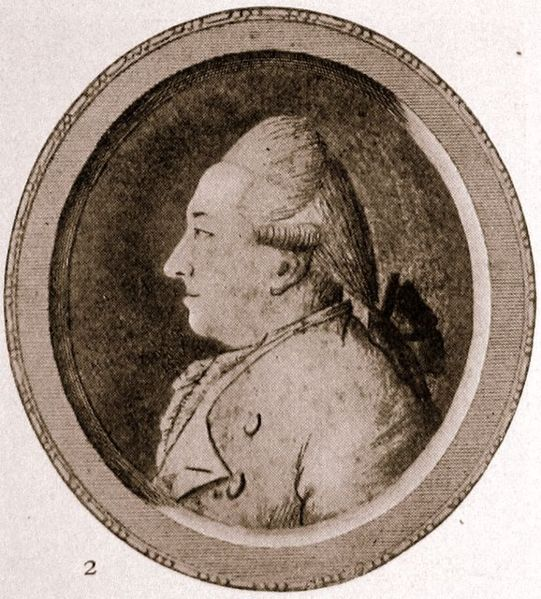
Giuseppe Bonno (1711 – 1788)

Giuseppe Bonno (Viena, Austria, 29 de enero de 1711-ibíd., 15 de abril de 1788) fue un compositor austríaco de origen italiano.
Nació en Viena y estudió música en Nápoles con Francesco Durante y Leonardo Leo. Más tarde se trasladó de nuevo a Viena para convertirse en el compositor de la corte, y trabajó como maestro de capilla del príncipe de Sajonia-Hildburghausen en las décadas de 1750 y 1760. 
Las obras de Bonno son prácticamente desconocidas hoy en día, pero era una figura prominente en la vida musical de la Viena de su época y sus obras se representaban a menudo. La mayoría de sus piezas son vocales, incluyendo oratorios, misas y otras obras sacras, así como óperas, entre las cuales se encuentran algunas colaboraciones con Metastasio.
L'isola disabitata, cantada en italiano y dividida en un acto y dos partes, fue estrenada con motivo de la onomástica del rey Fernando VI de España el 31 de mayo de 1753, en el pequeño teatro del Palacio Real de Aranjuez.
En 2009 fue recuperada gracias a la labor de investigación del musicólogo Juan Pablo Fernández-Cortés y se reestrenó dentro del XVI Festival Música Antigua Aranjuez bajo la dirección artística de Juan Pablo Fernández-Cortés.

## Obras
- Nigella e Nise (1732 Nápoles)
- L'amore insuperabile (26.7.1736 Viena, Burgtheater)
- Trajano (1.10.1736 Viena, Burgtheater)
- La gara del genio con Giunone (13.5.1737 Laxenburg)
- Alessandro Severo (1.10.1737 Viena, Burgtheater)
- La generosità di Artaserse (4.11.1737 Viena, Burgtheater)
- La pace richiamata (26.7.1738 Viena, Burgtheater)
- La pietà di Numa (1.10.1738 Viena, Burgtheater)
- La vera nobilità (26.7.1739 Viena, Burgtheater)
- Il natale di Numa Pompilio (1.10.1739 Viena, Burgtheater)
- Il nume d'Atene (19.11.1739 Viena, Burgtheater)
- La generosa Spartana (13.5.1740 Laxenburg)
- Il natale di Giove (1.10.1740 Viena, Teatro della Favorita)
- Catone in Utica (1742 Viena, Burgtheater) [et al.]
- Il vero omaggio (13.3.1743 Viena, Schönbrunn Schlosstheater)
- Danae (1744; np?) [perdida]
- Ezio (1749; np?) [perdida]
- L'Armida placata (8.10.1750 Viena, Burgtheater) [et al.]
- Il re pastore (27.10.1751 Viena, Schönbrunn Schlosstheater)
- L'eroe cinese (13.5.1752 Viena, Schönbrunn Schlosstheater)
- Didone abbandonata (1752; np?) [perdida]
- L'isola disabitata (30.5.1753, Aranjuez)
- Colloquio amoroso fra Piramo e Tisbe (c.1757)
- Complimento (1761) [perdida]
- L'Atenaide ovvero Gli affetti più generosi (1762; np?)
- Il sogno di Scipione (1763; np?)
- Amor prigioniero (np?)
- Dialogo per musica fra Diana e Amore (np?)